# Finansowanie partii politycznych w Polsce

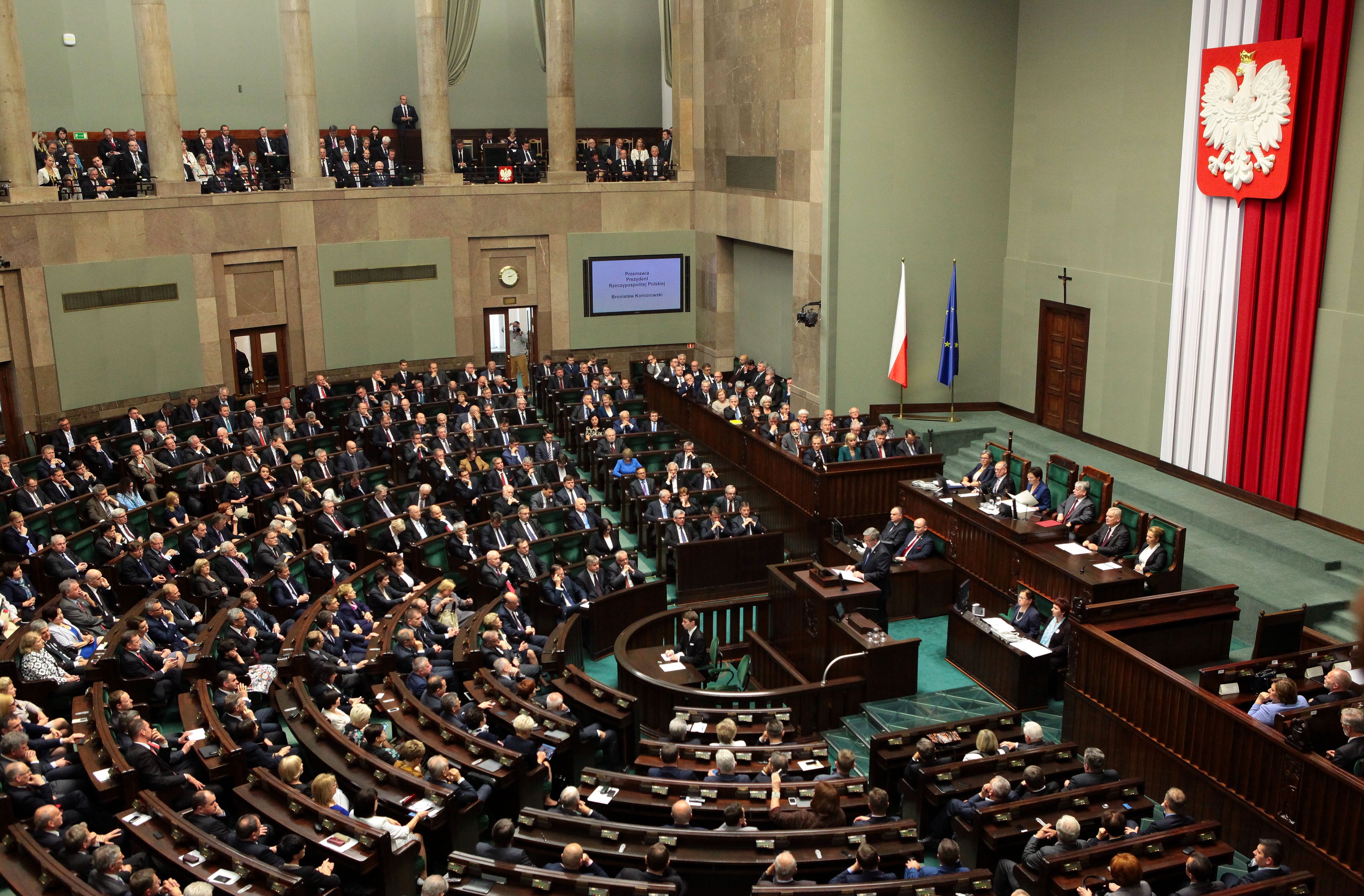
Partia polityczna, która w wyborach do Sejmu, tworząc samodzielnie komitet wyborczy, otrzymała co najmniej 3% ważnie oddanych głosów na jej okręgowe listy kandydatów w skali kraju bądź 6% ważnie oddanych głosów w skali kraju, jeżeli kandyduje w koalicji, otrzymuje subwencję z budżetu państwa

Finansowanie partii politycznych w Polsce realizowane jest z trzech głównych źródeł:
- dochody uzyskiwane przez partię z wykorzystaniem własnego majątku;
- dochody od osób fizycznych w postaci składek członkowskich, darowizn, spadków oraz zapisów;
- finansowanie z budżetu państwa.

## Wykorzystanie majątku własnego
Zgromadzony majątek partyjny może być wykorzystywany jedynie do działalności w celach statutowych oraz na cele charytatywne. Istnieją również ograniczone możliwości czerpania wymiernych korzyści z operacji majątkowych, jakie partia może osiągnąć w drodze:
- oprocentowania środków zgromadzonych na rachunkach bankowych i lokatach,
- obrotu obligacjami Skarbu Państwa i bonami skarbowymi Skarbu Państwa,
- zbycia należących do niej składników majątkowych,
- prowadzenia przez partię polityczną działalności własnej polegającej na sprzedaży tekstu statutu lub programu partii, a także przedmiotów symbolizujących partię i wydawnictw popularyzujących cele i działalność partii politycznej oraz na wykonywaniu odpłatnie drobnych usług na rzecz osób trzecich z wykorzystaniem posiadanego sprzętu biurowego.

Przedsięwzięcia te nie uchodzą w świetle prawa za działalność gospodarczą, której prowadzenie jest partiom politycznym zabronione. Ponadto partia polityczna może użyczać posiadane przez siebie nieruchomości i lokale jedynie na biura poselskie, senatorskie oraz biura radnych gminy, powiatu albo województwa. Jeżeli do wymienionych wcześniej wariantów dodamy możliwość zaciągania kredytów bankowych na cele statutowe, wyczerpie się wówczas wariant finansowania działalności partii politycznej oparty na przedsięwzięciach własnych oraz majątkowych.

## Dochody od osób fizycznych
Kolejnym sposobem pomnażania kapitału partyjnego są dochody od osób fizycznych, w tym od samych członków partii. Zabronione jest natomiast pobieranie jakichkolwiek datków mających wartość pieniężną od osób prawnych. Jeżeli chodzi o osoby fizyczne, to partia może przyjmować jedynie środki finansowe pochodzące od obywateli polskich mających stałe miejsce zamieszkania w Polsce. 
W przypadku przyjęcia datków od innych osób, co zdarzyć się powinno tylko w przypadku niedopatrzenia, partia ma obowiązek zwrócić w ciągu 30 dni otrzymane świadczenia, bądź przekazać je dla Skarbu Państwa, jeżeli takowa możliwość nie zaistnieje (brak adresu nadawcy).
Kolejnym ograniczeniem w przyjmowaniu środków finansowych jest ich wysokość, otóż łączna suma wpłat od osoby fizycznej na rzecz partii politycznej, z wyłączeniem składek członkowskich w kwocie nieprzekraczającej w jednym roku minimalnego wynagrodzenia za pracę, ustalanego na podstawie odrębnych przepisów, obowiązującego w dniu poprzedzającym wpłatę, oraz wpłat na Fundusz Wyborczy partii politycznej, nie może przekraczać w jednym roku 15-krotności minimalnego wynagrodzenia za pracę. Nie istnieje również możliwość gromadzenia środków pieniężnych w formie zbiórek publicznych.

## Finansowanie z budżetu państwa
Trzecim źródłem finansowania partii są subwencje z budżetu państwa, które zostają przyznawane pod następującymi warunkami:
Aby uzyskać możliwość zasilania kont bankowych środkami budżetowymi, partia musi uzyskać w wyborach do Sejmu, tworząc samodzielnie komitet wyborczy, co najmniej 3% ważnie oddanych głosów na jej okręgowe listy kandydatów w skali kraju bądź 6% ważnie oddanych głosów w skali kraju, jeżeli kandyduje w koalicji.
Wysokość rocznej subwencji dla danej partii politycznej albo koalicji wyborczej ustalana jest na zasadzie stopniowej degresji proporcjonalnie do łącznej liczby ważnych głosów oddanych na listy okręgowe kandydatów na posłów partii albo koalicji wyborczej, w rozbiciu na liczby głosów odpowiadające poszczególnym przedziałom określonym w procentach, według następującego wzoru:
S = W1 x M1 + W2 x M2 + W3 x M3 + W4 x M4 + W5 x M5
gdzie poszczególne symbole oznaczają:
S – kwota rocznej subwencji,
W1-5 – liczby głosów kolejno obliczane dla każdego wiersza poniższej tabeli, podane odrębnie w wyniku rozbicia łącznej liczby głosów ważnych oddanych w skali kraju łącznie na listy okręgowe kandydatów na posłów danej partii politycznej albo koalicji wyborczej, odpowiednio do wyznaczonego w procentach przedziału,
M1-5 – wysokość kwoty w złotych dla kolejnych wierszy poniższej tabeli: 
| Wiersz | procent            | liczba głosów (W) | Wysokość kwoty za jeden głos (M) |
| ------ | ------------------ | ----------------- | -------------------------------- |
| 1      | do 5%              |                   | 5,77 zł                          |
| 2      | powyżej 5% do 10%  |                   | 4,61 zł                          |
| 3      | powyżej 10% do 20% |                   | 4,04 zł                          |
| 4      | powyżej 20% do 30% |                   | 2,31 zł                          |
| 5      | powyżej 30%        |                   | 0,87 zł                          |

Zgodnie z art. 29 ustawy w ten sposób liczona jest wysokość rocznej subwencji, która wypłacana jest partii przez cały czas trwania kadencji Sejmu w kwartalnie rozłożonych ratach na podstawie wniosków partii, potwierdzonych przez Państwową Komisję Wyborczą w przedmiocie uprawnienia do subwencji oraz jej wysokości. Jeżeli nastąpi skrócenie kadencji Sejmu, prawo do subwencji również wygasa.
Ponadto zgodnie z art. 150 ust. 1-4 z dnia 5 stycznia 2011 r. - Kodeksu wyborczego partii politycznej, której komitet wyborczy uczestniczył w wyborach oraz komitetowi wyborczemu wyborców uczestniczącemu w wyborach do Sejmu i do Senatu przysługuje prawo do dotacji z budżetu państwa za każdy uzyskany mandat posła i senatora, w wysokości obliczonej według ustawowo określonego wzoru, nieprzekraczającej wydatków uwidocznionych w sprawozdaniach finansowych przyjętych przez Państwową Komisję Wyborczą. Dotacja podmiotowa przysługuje też partii politycznej, której komitet wyborczy uczestniczył w wyborach uzupełniających do Senatu, za każdy mandat senatora uzyskany w wyborach do Senatu. 
Zarówno dotacje, jak i subwencje, są wypłacane w ramach w części w części 19 budżetu państwa – Budżet, finanse publiczne i instytucje finansowe. W 2018 na dotacje i subwencje dla partii politycznych i komitetów wyborczych wydatkowano 51,97 mln zł.
Pytanie o utrzymanie dotychczasowego sposobu finansowania partii politycznych z budżetu państwa było jednym z trzech pytań referendum ogólnokrajowego w 2015.